# На шляхах
«На шляхах» (рос. «На путях») — радянський художній фільм 1940 року, знятий режисером Наумом Трахтенбергом на кіностудії «Мосфільм».

## Сюжет
Фільм оповідає про життя радянських залізничників в передвоєнні роки.

## У ролях
- Микола Крючков — Рогаткін
- Василь Ванін — Мартинов
- Єлизавета Кузюріна — Марійка
- Павло Оленєв — Бриндін
- Олександра Данилова — Наташа
- Степан Каюков — пасажир
- Зоя Федорова — машиніст
- А. Даниліна — епізод
- Іван Лобизовський — диспетчер
- Федір Селезньов — Селезньов, контролер
- Олена Музіль — Аграфена Іванівна

## Знімальна група
- Режисери — Наум Трахтенберг, А. Каплан
- Сценаристи — Марк Єфетов, Андрій Ольшанський
- Оператор — Яків Берлінер
- Композитор — Борис Вольський
- Художник — Володимир Баллюзек